# Хортледер, Фридрих
Фридрих Хортледер (нем. Friedrich Hortleder; 1579—1640) — немецкий историк и политический деятель.

## Биография
Фридрих Хортледер родился 22 марта 1579 года в городе Ошерслебене расположенном на территории нынешней земли Саксония-Анхальт. 1 мая 1585 года поступил в университет Виттенберга. В 1599 году он также учился один семестр в университете Йены.
8 ноября 1606 года Хортледер получил степень доктора наук за «Dissertatio de vero sensu L. Non omnium» и уже через несколько дней (17 ноября) женился на Катарине Барт (1582-1639), дочери Карла Барта; в браке у них родилась дочь Анна Катарина (1614-1657), которая впоследствии вышла замуж за Цахариаса Прюшенка фон Линденхофена.
Ф. Хортледер был воспитателем Иоганна Эрнста и других сыновей герцога Иоганна III Саксен-Веймарского и оказывал сильное влияние на веймарскую политику во время Тридцатилетней войны.
С 1609 года он, как правило на латинском языке, читал лекции в университете Йены; множество работ учёного также были опубликованы на латыни.
Среди его трудов следует выделить важное для истории Германии сочинение под заглавием: «Handlungen und Ausschreiben von den Ursachen des deutschen Krieges König Karls V wider die Schmalkaldischen Bundes-orbiste» (до 1545 года; 2 издание — 1646).
Фридрих Хортледер умер 5 июня 1640 года в городе Йене.